# املایشهایم
املایشهایم (به آلمانی: Emlichheim) یک شهر در آلمان است که در گرافشافت بنتهایم واقع شده‌است. املایشهایم ۶٬۸۳۰ نفر جمعیت دارد.